# Brachymeria ocellata
Brachymeria ocellata är en stekelart som beskrevs av Samad, Khokhar och Qadri 1971. Brachymeria ocellata ingår i släktet Brachymeria och familjen bredlårsteklar.
Artens utbredningsområde är Pakistan. Inga underarter finns listade.